# Senti che fame! - Nonna pensaci tu
Senti che fame! - Nonna pensaci tu è un programma televisivo italiano trasmesso da Food Network a partire dal 10 aprile 2022, con la conduzione di Lidia Bastianich e Anna Moroni.

## Il programma
Lidia Bastianich e Anna Moroni, due nonne moderne e simpatiche, si raccontano attraverso i loro piatti, tra aneddoti familiari e viaggi in giro per il mondo. Sfondo per le loro ricette e per le loro storie è Roma con le sue immagini suggestive.

## Edizioni
| Edizione | Conduzione       | Conduzione  | Messa in onda  | Messa in onda  | Puntate | Rete         |
| Edizione | Conduzione       | Conduzione  | Inizio         | Fine           | Puntate | Rete         |
| -------- | ---------------- | ----------- | -------------- | -------------- | ------- | ------------ |
| 1ª       | Lidia Bastianich | Anna Moroni | 10 aprile 2022 | 1º maggio 2022 | 8       | Food Network |

## Puntate

### Prima Edizione (2022)
| Puntata | Nome episodio                   | Piatti cucinati                                              | Messa in onda  |
| ------- | ------------------------------- | ------------------------------------------------------------ | -------------- |
| 1       | Spigola e frittelle             | Spigola al forno con verdure, Frittelle di mele              | 10 aprile 2022 |
| 2       | Le ricette del cuore            | Carciofi alla romana, Pollo e patate di casa mia             | 10 aprile 2022 |
| 3       | Ricette povere della tradizione | Paccheri allo scarpiello, Crumble di mele                    | 17 aprile 2022 |
| 4       | Dal Piemonte al Mississippi     | Risotto agli asparagi e Castelmagno, Ombrina impanata fritta | 17 aprile 2022 |
| 5       | Tutto fatto in casa             | Pane alla spirulina, Braciole al forno con mele              | 24 aprile 2022 |
| 6       | Il pranzo della domenica        | Risotto alla pescatora, Goulash di manzo                     | 24 aprile 2022 |
| 7       | Due classici italiani           | Riso e bisi, Torta di mele                                   | 1º maggio 2022 |
| 8       | Fra primo e secondo             | Spaghetti all'astice, Polpette con mele e polpette tartufate | 1º maggio 2022 |